# Гленнагири (станция)
Гленнаги́ри — железнодорожная станция, открытая 1 ноября 1867 года и обеспечивающая транспортной связью одноимённый пригород в графстве Дун-Лэаре-Ратдаун, Республика Ирландия.